# Gregory Brenes
Pour les articles homonymes, voir Juel (homonymie), Brenes (homonymie) et Obando (homonymie).
Brenes  Obando est un nom espagnol. Le premier nom de famille, en général paternel, est Brenes ; le second, en général maternel, souvent omis, est Obando.
Gregory Juel Brenes Obando, né le 21 avril 1988 à Capellades de Alvarado, est un coureur cycliste costaricien.

## Biographie
Après avoir gagné en 2006, les deux titres de champion du Costa Rica chez les juniors, il signe pour l'équipe BCR-Pizza Hut.
En 2007, il termine troisième de son tour national.
L'année suivante il remporte la 44e édition du Tour du Costa Rica. Il devient ainsi le plus jeune coureur à gagner l’épreuve, après Carlos Bermúdez en 1987. Au cours de ce tour, Brenes ne remporte que la 13e étape mais il s'impose avec plus de deux minutes d'avance grâce à sa régularité (deuxième dans les 8e et 12e étapes; troisième dans la 4e étape et quatrième dans les 2e et 10e étapes).
En 2009, il passe professionnel en rejoignant l'équipe Continental Differdange. En 2010, il intègre la formation espagnole Burgos 2016-Castilla y León. Cette année-là, avec une équipe mixte, il participe à des épreuves de la coupe des Nations. Il termine, notamment, troisième du Grand Prix du Portugal et douzième du Tour de l'Avenir.
Puis pendant deux ans, il fait partie de la deuxième équipe Movistar, la formation Movistar Continental. Avec celle-ci, il remporte des étapes du Tour du Costa Rica 2011 (es) et de la Vuelta al Mundo Maya 2012 (es). Il termine, également, dans les dix premiers le Tour de Colombie et le Clásico RCN.
Non conservé, il commence la saison 2013, dans une équipe de l'Élite costaricienne Coopenae Movistar Economy. Il participe aux épreuves du calendrier national et s'impose notamment dans la Vuelta al Caribe. L'été, il intègre la formation Champion System, en tant que stagiaire. Il obtient des résultats probants aux États-Unis en terminant quinzième du Tour de l'Utah et sixième du Tour du Colorado. Il accompagne ainsi son compatriote Andrey Amador aux Championnats du monde de Florence. Mi-octobre, le manager général, Alexandre Sebastien de la formation Jamis-Hagens Berman annonce avoir signé avec le coureur pour la saison 2014.
L'année 2014 le voit obtenir de bons résultats sur le territoire américain. Gregory Brenes s'impose dans une course à étapes du calendrier national, la Tucson Bicycle Classic, au mois de mars. Puis, en mai, il termine deuxième du Tour of the Gila et obtient la seizième place du Tour de Californie. Brenes finit troisième du USA Cycling National Racing Calendar 2015, grâce à sa deuxième place au classement général de la Joe Martin Stage Race, adornée de sa victoire dans le prologue. Son quatrième rang final à la Redlands Bicycle Classic, assortie du trophée du meilleur grimpeur ainsi que sa neuvième place à la Philadelphia Cycling Classic sont également à mettre en exergue.
Selon lui, la chance ne l'a pas accompagné aux États-Unis. La première année, une chute ne lui permit pas d'avoir la constance escomptée et la seconde, fatigué mentalement, il opte pour le retour dans son pays. Il signe pour la saison 2016, avec son ancienne équipe, nouvellement continentale, "Coopenae Extralum". Cependant, cette dernière cesse son activité dès le mois de mars après la révélation de contrôles positifs pour quatre de ses coureurs. Sans formation pendant trois mois, l'équipe "Grupo Colono" fait appel à lui, au mois de juin, trois semaines avant les championnats nationaux, où sans préparation, il réussit à monter sur le podium du contre-la-montre. Ayant peu couru, il arrive frais au Tour du Costa Rica avec l'objectif affiché de rééditer sa performance de 2008, où il s'était imposé. Fin octobre, l'équipe dominicaine Inteja-Dominican annonce qu'il est son premier renfort pour la saison 2017. Malgré ses vingt-neuf ans, il ne désespère pas d'y séduire une formation européenne. Parallèlement, il se penche sur sa reconversion et entame des études d'Éducation physique. Il est responsable d'une plate-forme internet qui met en relation la clientèle avec des professionnels pour la mise en place d'entraînement personnalisé.

## Palmarès
| - 2006 - Champion du Costa Rica sur route juniors - Champion du Costa Rica du contre-la-montre juniors - 2007 - Vuelta de la Juventud Costa Rica : - Classement général - 2e et 3e étapes - 3e de la Vuelta a Chiriquí - 3e du Tour du Costa Rica - 2008 - Vuelta de la Juventud Costa Rica : - Classement général - 2e, 3e et 4e étapes - 1re étape de la Vuelta a Chiriquí - Tour du Costa Rica : - Classement général - 13e étape (contre-la-montre) - 2e de la Vuelta a Chiriquí - 3e de la Classique Champagne-Ardenne - 2009 - Champion panaméricain du contre-la-montre espoirs - Champion du Costa Rica sur route espoirs - Champion du Costa Rica du contre-la-montre espoirs - Vuelta de la Juventud Costa Rica : - Classement général - 3e et 5e étapes - 1re étape du Tour du Costa Rica (contre-la-montre par équipes) - Médaillé d'argent du championnat panaméricain du contre-la-montre - 2e du Tour du Costa Rica - 8e du championnat panaméricain sur route | - 2010 - 9e étape de la Vuelta a Chiriquí (contre-la-montre) - 3e du Grand Prix du Portugal - 3e du championnat du Costa Rica sur route espoirs - 3e du Grand Prix de Plouay amateurs - 2011 - 5e (contre-la-montre) et 11e étapes du Tour du Costa Rica - 2012 - 1re étape de la Vuelta al Mundo Maya (contre-la-montre) - 2013 - 4e étape de la Vuelta a Chiriquí (contre-la-montre par équipes) - 2e du championnat du Costa Rica du contre-la-montre - 2014 - Tucson Bicycle Classic : - Classement général - 1re étape (contre-la-montre) - 2e du Tour of the Gila - 2015 - 1re étape de la Joe Martin Stage Race (contre-la-montre) - 2e de la San Dimas Stage Race - 2e de la Joe Martin Stage Race - 2016 - 3e du championnat du Costa Rica du contre-la-montre |

## Classements mondiaux
| Année            | 2008 | 2009 | 2010 | 2011 | 2012 | 2013 | 2014 | 2015 | 2016 | 2017   |
| ---------------- | ---- | ---- | ---- | ---- | ---- | ---- | ---- | ---- | ---- | ------ |
| UCI America Tour | 117e | 9e   | 26e  | 121e | 119e | 31e  | 92e  | 50e  | 227e |        |
| UCI Europe Tour  |      |      | 519e |      |      |      |      |      |      | 1 647e |